# Ja-4 (Lastwagen)
Der Ja-4 (russisch Я-4) war ein zweiachsiger Lastkraftwagen des sowjetischen Herstellers Jaroslawski Gossudarstwenny Awtomobilny Sawod (kurz JaGAZ, russisch ЯГАЗ). Er löste den Ja-3 ab und wurde von 1928 bis 1929 in Serie hergestellt, wobei rund 140 Exemplare gebaut wurden. Das Fahrzeug war der erste Lastwagen aus sowjetischer Produktion der in der Lage war, vier Tonnen Nutzlast zu befördern. Heute ist wahrscheinlich kein Exemplar mehr erhalten.

## Fahrzeuggeschichte

Heckansicht des gleichen Modells

Frontansicht

Seitenansicht

Der erste seit 1925 in Jaroslawl gebaute Lastwagen Ja-3 hatte ein wesentliches Problem: Er war mit 35 PS bei einem Gesamtgewicht von 7,2 Tonnen stark untermotorisiert. Infolgedessen mussten die Höchstgeschwindigkeit konstruktiv auf 25 km/h und die Zuladung auf drei Tonnen begrenzt werden, obwohl das Fahrzeug mit fünf Tonnen belastbar gewesen wäre. Aus sowjetischer Fertigung existierte in den 1920er-Jahren kein passender Motor mit entsprechender Leistung.
Um das Fahrverhalten der Lastwagen trotzdem zu verbessern, wurden 1928 Motoren bei Daimler-Benz aus Deutschland bestellt. Es handelte sich dabei um den Typ M 26, ein Reihensechszylinder-Ottomotor, der auch im Mercedes-Benz L 2 eingebaut wurde. Er leistete 70 PS und damit das Doppelte des vorher verbauten Triebwerks aus dem AMO-F-15. Je nach Angabe wurden 137 oder etwa 180 Motoren beschafft. Bosch lieferte als weiteres Novum einen Bremskraftverstärker zu, da der Lastwagen für rein mechanische Bremsen ohne Verstärkung mit fast neun Tonnen Gesamtgewicht deutlich zu schwer war. Im Laufe des Jahres 1928 erfolgte jedoch eine Abkehr von der deutschen Automobilindustrie und eine intensivere Zusammenarbeit mit amerikanischen Unternehmen prägte die folgenden Jahrzehnte.
Die Karosserie und das Fahrerhaus wurden überarbeitet. Insbesondere musste der deutlich größere Mercedes-Motor unter der Haube Platz finden. Das Design blieb den allermeisten Vorkriegslastwagen aus Jaroslawl erhalten. Außerdem wurden die Seitenwände umgestaltet. Das kleine Fenster hinter der B-Säule entfiel, dafür wurden die Seitenwände aus Plane mit Zelluloidfenstern gestaltet. Auch das Dach war mit einer Plane bespannt, spätere Modelle wie der Nachfolger Ja-5 erhielten wieder ein festes Dach. Die Seitenplanen konnten bei schönem Wetter geöffnet werden. Die Stoßstange zieht sich nicht über die gesamte Breite der Front. Erstmals im sowjetischen Lastwagenbau wurden stabile Abschlepphaken angebracht. Zudem war ein Anlasser verbaut.
Die Anzahl der gebauten Fahrzeuge ist nicht abschließend geklärt. In der Literatur wird angegeben, dass 28 Fahrzeuge 1928 und noch einmal 109 Fahrzeuge 1929 gebaut wurden. Andere Quellen sprechen von etwa 180 eingekauften Motoren und leiten daraus eine entsprechende Anzahl Lastwagen ab. In frühen Dokumenten findet sich teilweise abweichend die Angabe von 54 PS für die Motorleistung.
Eingesetzt wurden die Lastwagen vornehmlich in großen Städten. In der Sowjetunion der 1920er-Jahre gab es auf dem Land nur wenige Straßen und vor allem Brücken, die für einen schweren Lkw wie dem Ja-4 geeignet gewesen wären. Im Herbst und Frühjahr wurden die meisten Straßen aufgrund von Schlamm zeitweise unpassierbar. Einige der Lastwagen gingen an die Rote Armee und wurden dort genutzt um schwere Geschütze zu ziehen. Zudem wurden einige wohl in den 1930er-Jahren für den Warenverkehr auf dem Tschuiski trakt von Sibirien über das Altaigebirge bis in die Mongolei verwendet. Es existiert kein Hinweis darauf, dass ein Ja-4 bis heute erhalten geblieben ist.
Da die Ersatzteilversorgung für die Motoren nicht gegeben war, wurden später bei ernsthaften Schäden heimische Motoren aus dem AMO-3 oder dem ZIS-5 verbaut. Bei Generalreparaturen und ähnlichen Anlässen wurden häufig später Teile vom Nachfolger Ja-5 verbaut, der in größerer Stückzahl produziert wurde.

## Technische Daten
Für den Ja-4, soweit bekannt.
- Motor: Reihensechszylinder-Ottomotor
- Motortyp: Mercedes-Benz M 26
- Leistung: 70 PS (51,5 kW)
- Hubraum: 7069 cm³
- Bohrung: 100 mm
- Hub: 150 mm
- Tankinhalt: 120 l
- Getriebe: mechanisches Schaltgetriebe, 4 Vorwärtsgänge
- Höchstgeschwindigkeit: 45 km/h
- Bremskraftverstärker von Bosch-Devaunder
- Antriebsformel: 4×2

Abmessungen und Gewichte
- Länge: 6635 mm
- Breite: 2460 mm
- Höhe: 2550 mm
- Radstand: 4200 mm
- Spurweite vorne: 1750 mm
- Spurweite hinten: 1784 mm
- Leergewicht: 4700 kg, nach anderen Quellen auch bis zu 4900 kg
- Zuladung: 3,5–4 t
- zulässiges Gesamtgewicht: 8,7 t
- Reifengröße: 40×8"